# ماري آن هاريس غاي
ماري آن هاريس غاي (بالإنجليزية: Mary Ann Harris Gay)‏ هي كاتِبة وشاعرة أمريكية، ولدت في 18 مارس 1829 في ديكاتور في الولايات المتحدة، وتوفيت في 21 نوفمبر 1918 في ميلدغفيل في الولايات المتحدة.